# Cracovia
Cracovia (in polacco Kraków, AFI: [ˈkrakuf], , denominazione ufficiale  Stołeczne Królewskie Miasto Kraków, lett. "Città Reale Capitale di Cracovia"; in yiddish קראָקע‎?, Kroke; in tedesco Krakau) è una delle più antiche città della Polonia meridionale, ha 807 644 abitanti ed è la seconda dello stato per popolazione e superficie. È capoluogo del relativo voivodato della Piccola Polonia dal 1999; in precedenza è stata capoluogo del voivodato di Cracovia dal 1308. Inoltre è un grande centro commerciale e industriale (stoffe, pelli, macchine agricole, cartiere, editoria) e un importante nodo ferroviario.
Cracovia è stata a lungo la capitale del paese e tutt'oggi rimane il suo principale centro culturale, artistico e universitario - è sede tra le altre della Università Jagellonica, la più antica del paese e una delle più antiche d'Europa. Con più di otto milioni di visitatori ogni anno, è la principale meta turistica internazionale della Polonia. È famosa per il suo piccolo e curato centro storico, iscritto nella Lista UNESCO come Patrimonio dell'umanità, per la sua immensa piazza centrale e per la fascia di giardini del Planty, ampia da 50 a 100 metri che circonda completamente il centro.
Inoltre è il primo sito UNESCO ad essere considerato tale in Europa ed è anche il primo centro abitato ritenuto patrimonio dell'umanità al mondo (1978). Nel Castello del Wawel è stato a lungo custodito il famoso dipinto di Leonardo da Vinci, Dama con l'ermellino, prima esposto all'interno del Museo Czartoryski, ubicato nella Città Vecchia. Il 19 maggio 2017 l'opera viene temporaneamente spostata al Museo nazionale di Cracovia fino al 20 dicembre 2019, per poi tornare esposta al Museo Czartoryski.
È sede arcivescovile dal X secolo e ne fu vescovo dal 1964 al 1978 Karol Wojtyła, futuro papa Giovanni Paolo II. Capitale europea della cultura nel 2000, nel 2013 ha ricevuto dall'UNESCO anche il riconoscimento di città della letteratura, prima città dell'Europa continentale a ricevere questo titolo e nel 2014 la città è stata scelta come Città europea dello sport. Cracovia è stata città organizzatrice del campionato mondiale di pallavolo nel 2014 e del campionato europeo di pallamano nel 2016. Inoltre, nel 2016, ha ospitato la 31ª Giornata mondiale della gioventù.

## Geografia fisica

### Territorio
Cracovia è situata nelle aree meridionali della Polonia, sulle rive del fiume Vistola, in una valle ai piedi dei monti Carpazi ad un'altitudine di circa 219 metri s.l.m., ai piedi della collina di Wawel, nell'area meridionale della Piccola Polonia (Małopolska). L'altitudine varia da 220 (dolina Wisły), 238 (Wzgórze Wawelskie), 250 (Górka Borkowska-Jugowice), 380 (Kopiec Piłsudskiego).
A mezza strada tra gli altopiani del Giura polacco di origine giurassica a nord e dei Monti Tatra distanti soltanto 100 km a sud, catena che costituisce il confine naturale tra Slovacchia e Polonia, Cracovia si trova a 230 km ad ovest dal confine con l'Ucraina. Ci sono cinque riserve naturali vicino a Cracovia, per un'area complessiva di 48,6 ettari (120 acri), che a causa del loro valore ecologico sono legalmente protette. La parte occidentale della città, assieme alle estremità nord e nord-occidentale, raggiunge un'area di importanza internazionale conosciuta come Jurassic Bielany-Tyniec refuge. I principali motivi di protezione di quest'area includono salvaguardia faunistica e della flora così come caratteristiche geomorfologiche e paesaggistiche. Un'altra parte della città è situata lungo il 'corridoio' ecologico della Vistola, anch'esso di rilevanza internazionale in quanto parte della rete ecologica pan-europea. Il centro cittadino è sviluppato sulla sponda sinistra (a nord) del fiume.

### Clima
Cracovia ha un clima oceanico (Cfb) secondo il Sistema di Classificazione dei climi di Köppen, una delle località europee più orientali a registrare tale caratteristica, considerando che ad est di Tarnów ed a nord di Kielce a gennaio la temperatura media scende sotto i −3 °C e solitamente diviene di tipo continentale (Dfb). La città gode di un clima relativamente temperato. Le temperature medie estive variano dai 18 ai 19,6 °C, mentre in inverno dai -2,1 agli 0 °C, la temperatura media annuale è di 8,9 °C. I picchi di massima in estate riescono spesso a superare i 25 °C e ad andare oltre anche i 30 °C, mentre in inverno i picchi negativi registrati oscillano dai -5 e gli 0 °C notturni: in alcune nottate particolarmente fredde la temperature può arrivare anche a −15 °C. A causa della sua posizione ai piedi dei monti Tatra, a Cracovia spesso soffia l'halny - un foehn, che fa aumentare la temperatura rapidamente così da permettere i 15-20 °C anche in inverno.
Tabella temperature e precipitazioni: medie mensili
| Cracovia            | Mesi | Mesi | Mesi | Mesi | Mesi | Mesi | Mesi | Mesi | Mesi | Mesi | Mesi | Mesi | Stagioni | Stagioni | Stagioni | Stagioni | Anno  |
| Cracovia            | Gen  | Feb  | Mar  | Apr  | Mag  | Giu  | Lug  | Ago  | Set  | Ott  | Nov  | Dic  | Inv      | Pri      | Est      | Aut      | Anno  |
| ------------------- | ---- | ---- | ---- | ---- | ---- | ---- | ---- | ---- | ---- | ---- | ---- | ---- | -------- | -------- | -------- | -------- | ----- |
| T. max. media (°C)  | 1,0  | 2,9  | 7,8  | 13,5 | 19,2 | 21,7 | 23,4 | 23,4 | 18,5 | 13,5 | 6,4  | 2,4  | 2,1      | 13,5     | 22,8     | 12,8     | 12,8  |
| T. min. media (°C)  | −5,5 | −4,2 | −0,9 | 3,1  | 8,0  | 11,1 | 12,7 | 12,3 | 8,8  | 4,3  | −0,2 | −3,5 | −4,4     | 3,4      | 12,0     | 4,3      | 3,8   |
| Precipitazioni (mm) | 34,7 | 29,7 | 35,1 | 50,1 | 73,7 | 94,0 | 81,3 | 76,2 | 59,9 | 49,4 | 40,3 | 37,9 | 102,3    | 158,9    | 251,5    | 149,6    | 662,3 |
| Giorni di pioggia   | 15   | 14   | 14   | 14   | 14   | 15   | 15   | 13   | 12   | 12   | 15   | 16   | 45       | 42       | 43       | 39       | 169   |

## Storia

### Storia antica

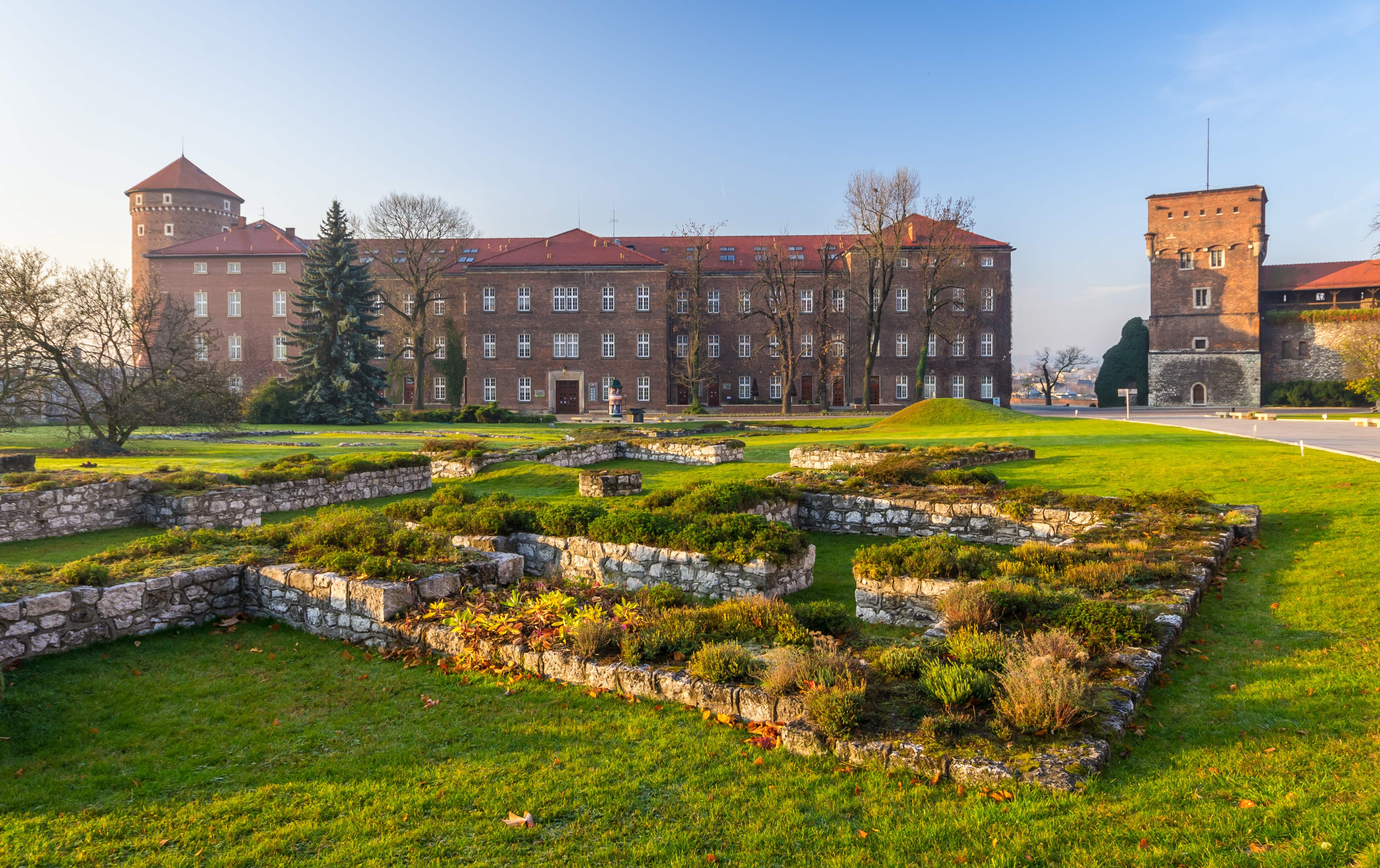
I resti dell'antico forte di Wawel davanti all'attuale castello

La preistoria di Cracovia inizia con l'evidenza di un insediamento dell'età del ferro nei pressi dell'attuale sito della collina di Wawel. Una leggenda vuole che Cracovia fosse stata fondata dal mitologico sovrano Krakus, che l'avrebbe costruita sopra una caverna occupata da un drago, Smok Wawelski.. Cracovia era la capitale della tribù dei Vistolani, probabilmente legata alla politica della Grande Moravia. La prima citazione di Cracovia nei documenti storici risale all'VIII secolo, nel quale si annotava che il principe dei Vistoliani era battezzato.
Dopo la distruzione della Grande Moravia da parte degli Ungheresi, Cracovia divenne parte del regno di Boemia: non a caso il primo riferimento scritto del nome della città è databile al 966, il quale ci riferisce di Cracovia come un notevole centro commerciale in mano ad un duca boemo.
Alla fine del X secolo, la città era un punto di riferimento per i commerci, incorporata tra i possedimenti della dinastia Piasti. Diversi edifici in muratura furono costruiti in quel periodo, tra i quali il noto Castello del Wawel, chiese romaniche come la chiesa di Sant'Adalberto, una cattedrale ed una basilica. La città fu quasi completamente distrutta durante le invasioni tatare della Polonia del 1241, 1259 e 1287.

### Medioevo

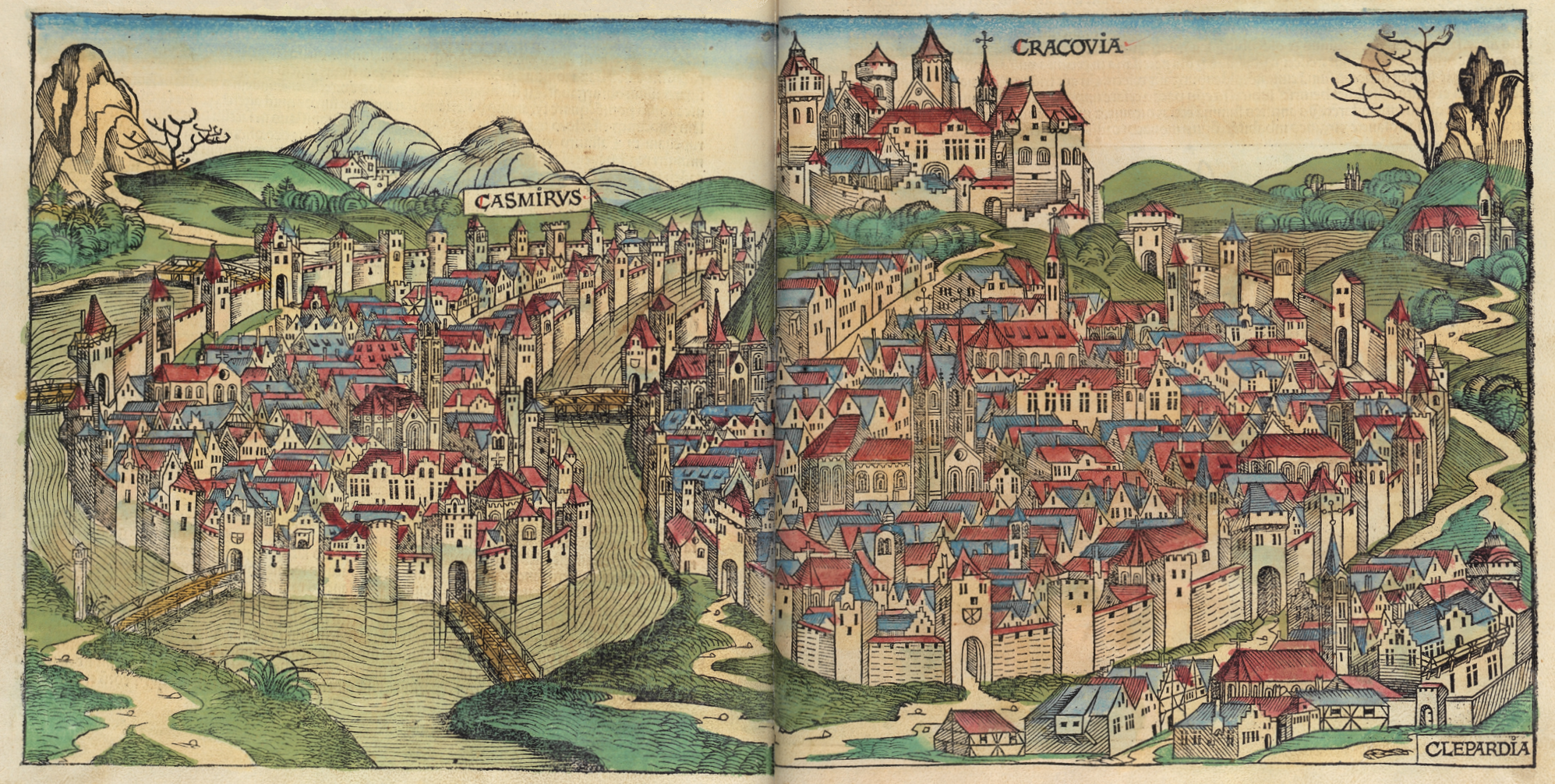
Cracovia nel 1493

La città fu ricostruita e resa municipio nel 1257, in ossequio alla legge di Magdeburgo, con sgravi fiscali e privilegi commerciali per i suoi cittadini. Questi cittadini erano emigranti tedeschi che si spostarono durante l'Ostsiedlung e costituivano la maggioranza della borghesia nelle città della Polonia e Boemia del tempo. Il decreto di fondazione del 1257 proclamato da Boleslao V il Casto fu inusuale in quanto escluse esplicitamente la popolazione locale. L'antico forte reale di Wawel fu collegato alla nuova città, costruita nel suo lato settentrionale attorno alla Piazza del Mercato rispetto alla sua originale collocazione (Okol). La porzione germanica della popolazione costituiva la maggioranza degli abitanti durante il XVI secolo e rimase assimilata dal resto della popolazione polacca entro il XVI secolo. La città raggiunse notevole prominenza nel 1364, quando Casimiro il Grande fondò l'Università Jagellonica, la seconda università più antica dell'Europa centrale dopo l'Università Carolina di Praga. La città continuò la sua espansione sotto il controllo congiunto lituano-polacco della dinastia degli Jagelloni, fino a diventare capitale del Regno di Polonia e membro della Lega anseatica, attirando un numero consistente di artigiani, mercanti e gilde, provocando un notevole progresso scientifico ed artistico.
Nel 1475 i delegati dell'elettore Giorgio il Ricco di Baviera vennero a Cracovia per organizzare il matrimonio di Edvige (Jadwiga Jagiellonka), la figlia del re Casimiro IV Jagellone con Giorgio il Ricco. Edvige viaggiò per due mesi per raggiungere Landshut in Baviera, dove fu celebrata una elaborata cerimonia, il matrimonio di Landshut (Landshuter Hochzeit).

### Il Rinascimento
Nel 1488 il poeta Conrad Celtis fondò la Sodalitas Litterarum Vistulana, una società letteraria basata sulla struttura e gli intenti delle Accademie Romane. Nel 1489 Veit Stoss di Norimberga terminò il suo lavoro sull'Altare Grande della Basilica di Santa Maria. Più tardi incise anche un sarcofago marmoreo per Casimiro IV. Numerosi artisti, principalmente provenienti da Norimberga, lavorarono a Cracovia. Dal 1500, Haller stabilì una tipografia nella città.
Nel 1520, Johan Behem realizzò la più grande campana da chiesa della Polonia, chiamata la Campana Sigismondo, in onore del re Sigismondo I. Nello stesso periodo Hans Dürer, il fratello minore di Albrecht Dürer, fu il pittore di corte di Sigismondo. Hans von Kulmbach realizzò l'altare per la Chiesa di San Giovanni.

### Declino
Nel 1609 Sigismondo III trasferì la capitale a Varsavia, meglio situata per governare tutto il Paese. Per la mancanza della corte reale cominciò il declino di Cracovia, che poi venne anche numerose volte devastata da diverse armate.

### Dopo la spartizione della Polonia
Al termine del XVIII secolo, lo Stato polacco, ormai indebolito, venne assorbito dalle nazioni vicine preponderanti dal punto di vista politico-militare nell'Europa centro-orientale: la Russia, l'Austria e la Prussia. Cracovia divenne parte della provincia austriaca della Galizia. Tadeusz Kościuszko organizzò una rivolta, nella zona del mercato di Cracovia nel 1794. L'esercito russo-prussiano soffocò la rivolta saccheggiando il tesoro reale polacco conservato nella città.
Quando Napoleone Bonaparte invase quella che una volta era la Polonia, stabilì un Ducato di Varsavia (1807) come stato indipendente, ma subordinato all'impero francese. Il Congresso di Vienna (1815) ristabilì la spartizione della Polonia, conferendo però l'indipendenza a Cracovia, come capitale della Repubblica di Cracovia. La città cominciò a concentrarsi sull'indipendenza nazionale, sfociata nella rivolta di Cracovia del 1846. I moti non raggiunsero il loro obiettivo di coinvolgere le altre terre abitate da Polacchi, fu quindi soffocata e Cracovia perse la sua autonomia con la sua annessione all'Austria.
Dopo la guerra austro-prussiana del 1866, l'Austria concesse l'autonomia alla Galizia, stabilendo che il polacco fosse impiegato come lingua di governo e installando una dieta provinciale. Espressosi in queste forme, il dominio austriaco fu molto più morbido di quello esercitato dalla Russia e dalla Prussia; Cracovia divenne il faro della nazione polacca e un centro di arte e cultura. Tra i pittori, poeti e scrittori dell'epoca, è possibile annoverare Jan Matejko, Stanisław Ignacy Witkiewicz, Jan Kasprowicz, Juliusz Kossak, Wojciech Kossak Stanisław Wyspiański e Stanisław Przybyszewski. Gli ultimi due furono i capofila del modernismo polacco.

### XX secolo
Durante la prima guerra mondiale, le truppe di Cracovia, guidate da Józef Piłsudski si batterono per la liberazione della Polonia, in alleanza con le forze austriache e tedesche. Nonostante la sconfitta degli Imperi Centrali, i termini del Trattato di Versailles (1919) stabilirono il primo Stato sovrano polacco da oltre un secolo.
La Polonia fu però nuovamente spartita nel 1939 tra l'Unione Sovietica e la Germania nazista a seguito del patto Molotov-Ribbentrop e nel settembre dello stesso anno le forze naziste invasero il paese. Cracovia divenne così capitale del Governatorato Generale, un'autorità coloniale guidata da Hans Frank. L'occupazione fu pesante, soprattutto per l'identità culturale della città. Oltre 150 professori e studiosi della Università Jagellonica vennero convocati per un incontro, arrestati e inviati in un campo di concentramento a Sachsenhausen (l'azione venne chiamata Sonderaktion Krakau). Molte reliquie e vestigia della cultura nazionale furono distrutte o saccheggiate. L'intera comunità ebraica della città, che prima della guerra contava tra le 60 000 e le 80 000 persone, fu annientata, attraverso espulsioni, il confino coatto nel ghetto di Cracovia e l'invio finale nei campi di concentramento e di sterminio, due tra i più tristemente famosi dei quali furono stabiliti nelle vicinanze di Cracovia: Płaszów e Auschwitz.
La manovra di avanzamento delle forze sovietiche permise alla città di sfuggire alla distruzione totale e alcuni palazzi storici e capolavori vennero salvati, ma ad oggi si tende a credere che una simile versione della presa di Cracovia sia frutto della propaganda sovietica. Al termine del conflitto, il governo della Repubblica Popolare di Polonia ordinò la costruzione di Nowa Huta, la più grande acciaieria dello Stato. L'obiettivo secondo alcuni storici era quello di ridurre l'influenza dei circoli intellettuali ed artistici attraendo le masse operaie; secondo altri studi l'obiettivo era il pieno impiego della popolazione, la soluzione del gravissimo problema della disoccupazione e dell'indigenza, l'indipendenza economica dello stato polacco attraverso lo sviluppo del settore produttivo più importante, l'acciaio appunto. Oggi la sua funzione è scomparsa e rimane soltanto un esteso quartiere popolare dall'aspetto razionale con ampie aree verdi e servizi sociali, tipico esempio di edilizia popolare socialista.
Nel 1978, l'UNESCO ha inserito il centro storico della città nella sua prima lista dei siti patrimonio dell'umanità.

## Monumenti e luoghi d'interesse

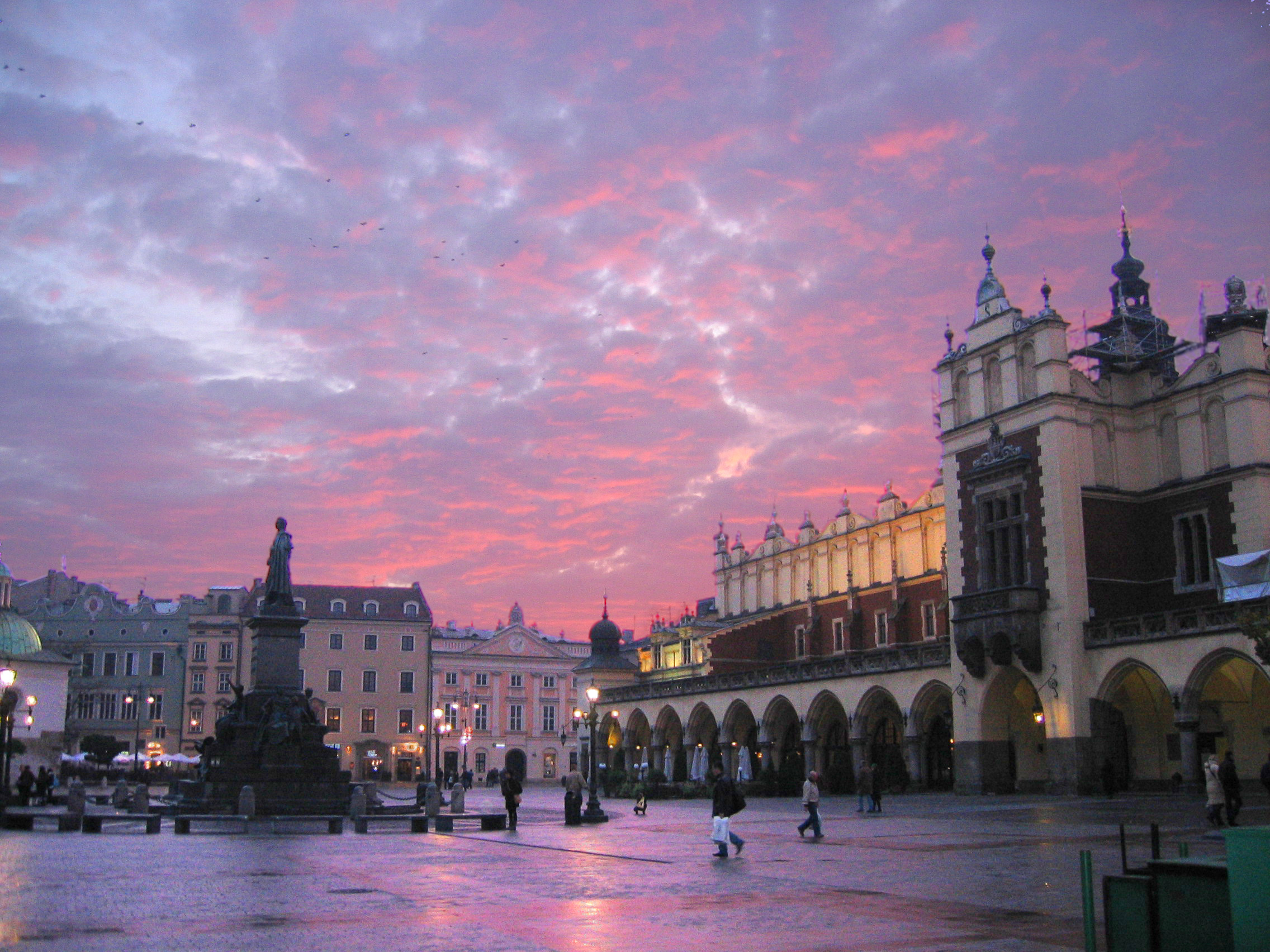
Il centro storico di Cracovia, patrimonio dell'umanità UNESCO

L'architettura gotica, rinascimentale e barocca della Città Vecchia (Stare Miasto) è mirabile testimone della lunga e gloriosa storia di Cracovia: al centro del nucleo medievale, conservatosi quasi completamente intatto, vi è la Piazza del Mercato, la più grande piazza medievale d'Europa, un quadrato di 200 metri di lato (Rynek Główny), attorno alla quale sorgono bellissimi palazzi dei secoli XVII e XVIII, alcuni dei quali di impronta veneta, la torre civica del Municipio, il grande Mercato dei tessuti (Sukiennice) e soprattutto la Basilica di Santa Maria.
Attorno alla Città Vecchia correva una possente cinta muraria completamente abbattuta, ad eccezione di un breve tratto superstite contiguo alla Porta di San Floriano e al Barbacane, durante la dominazione austriaca. Sul suo antico tracciato oggi sorge il giardino del Planty.
L'altro nucleo storico di Cracovia sorge a sud della Città Vecchia, sulla collina di Wawel (residenza dei re di Polonia fino al XVII secolo), dove si trovano le più importanti vestigia: la chiesa dei Ss. Felice e Adaucto (IX secolo), il Castello con il cortile rinascimentale degli architetti fiorentini Francesco della Lora e Bartolomeo Berecci, la Cattedrale, che racchiude le tombe dei re polacchi a partire dal Trecento e la cappella funeraria del re Sigismondo I, d'impronta italiana al pari della chiesa barocca dei Santi Pietro e Paolo, la più bella dell'Europa centrale nel suo genere.
A sud della Città Vecchia sorge il quartiere di Kazimierz, il centro della vita religiosa e sociale della Cracovia ebraica fino alla deportazione di massa della comunità locale avvenuta durante l'occupazione nazista.
Il centro storico di Cracovia è patrimonio dell'umanità tutelato dall'UNESCO dal 1978.
Nei dintorni di Cracovia, a Wieliczka, si trova l'antica miniera del sale, anch'essa monumento UNESCO.

### Architetture religiose
La più conosciuta chiesa di Cracovia è senz'altro la Basilica di Santa Maria che non passa inosservata sia per la posizione, nel pieno centro della città nella Piazza del Mercato, sia per l'imponenza delle sue due torri, una di guardia l'altra campanaria. Del XIV secolo, raggiunge 80 metri di altezza ed è nota oltre che per le sue vertiginose architetture, per un importante pala d'altare lignea al suo interno scolpita da Veit Stoss, la più grande al mondo. Da una delle due torri della chiesa viene ogni ora intonata la celebre Hejnał, la "chiamata a raccolta" tradizionale mai interrotta dall'invasione della città dei tartari.
Proprio accanto a Santa Maria, nella stessa Piazza del Mercato, è situata la piccola e pregevole Chiesa di Sant'Adalberto (Kościół św. Wojciecha), che con circa mille anni di storia è una delle più antiche chiese in pietra erette in tutta la Polonia. Ben più antica di circa quattro secoli della sua imponente controparte, appare oggi curiosa nella piazza per le sue esigue dimensioni.
Parimenti antica e celebre è la Cattedrale del Wawel, facente parte dell'omonimo complesso antico della città situato sull'altrettanto omonima collina. È considerata il santuario nazionale polacco ed è il luogo dove storicamente venivano incoronati i sovrani polacchi. Costruita anch'essa nel XIV secolo, ospita nel suo complesso la celebre cappella di Sigismondo, uno degli esempi architettonici più pregevoli della città ed eretta il secolo successivo rispetto alla cattedrale dalla dinastia Jagellonica.
Le due chiese principali non sono le più antiche: la Chiesa di Sant'Andrea ad esempio è del 1098, costruita in circa 20 anni in stile romanico e dagli interni barocchi del XV secolo, uno dei pochi edifici salvati dalle devastazioni tatare: particolarità della chiesa sono le feritoie tipiche del tempo che rendevano questi edifici luoghi di culto ma anche di difesa.
La Chiesa di San Francesco, situata nella strada Franciszkanska di fronte al Palazzo Arcivescovile, è invece del 1269 e più che per le sue sobrie e semplici forme architettoniche è apprezzata per le sue splendide vetrate dell'artista polacco Stanisław Wyspiański.
La Chiesa dei Santi Pietro e Paolo, in stile barocco e attorniata dalle imponenti 12 statue degli apostoli, è la più apprezzata chiesa del XV secolo dopo la Chiesa del Gesù di Roma. La Chiesa di San Floriano nella strada Warszawska, all'inizio della Strada Reale, è una chiesa collegiata che ospita un mausoleo dove sono custodite le reliquie di San Floriano, santo patrono della Polonia.
Altre chiese di interesse sono la chiesa barocca di Sant'Anna costruita tra il 1689-1705 da Tielman van Gameren; la Chiesa di Santa Barbara (Kościół św. Barbary), anch'essa con interni barocchi nella piazza Mariacki, vicino alla Basilica della Vergine Maria; e la Chiesa barocca di San Bernardo vicino a Wawel, con numerosi dipinti al suo interno. Al di fuori della Città Vecchia sono da annoverare le gotica Basilica della Santa Trinità in piazza Dominikanski e la Chiesa del Corpus Christi nel quartiere di Kazimierz databile al XIV secolo e contenente un alto altare del 1634. Sempre a Kazimierz si trova la chiesa di San Michele Arcangelo e San Stanislao (Skałka), luogo del martirio di san Stanislao vescovo e oggi luogo di sepoltura di famose personalità polacche come lo storico Jan Długosz, Wincenty Pol, Józef Ignacy Kraszewski, Adam Asnyk, Stanisław Wyspiański, Jacek Malczewski, Karol Szymanowski, Ludwik Solski e Czesław Miłosz.

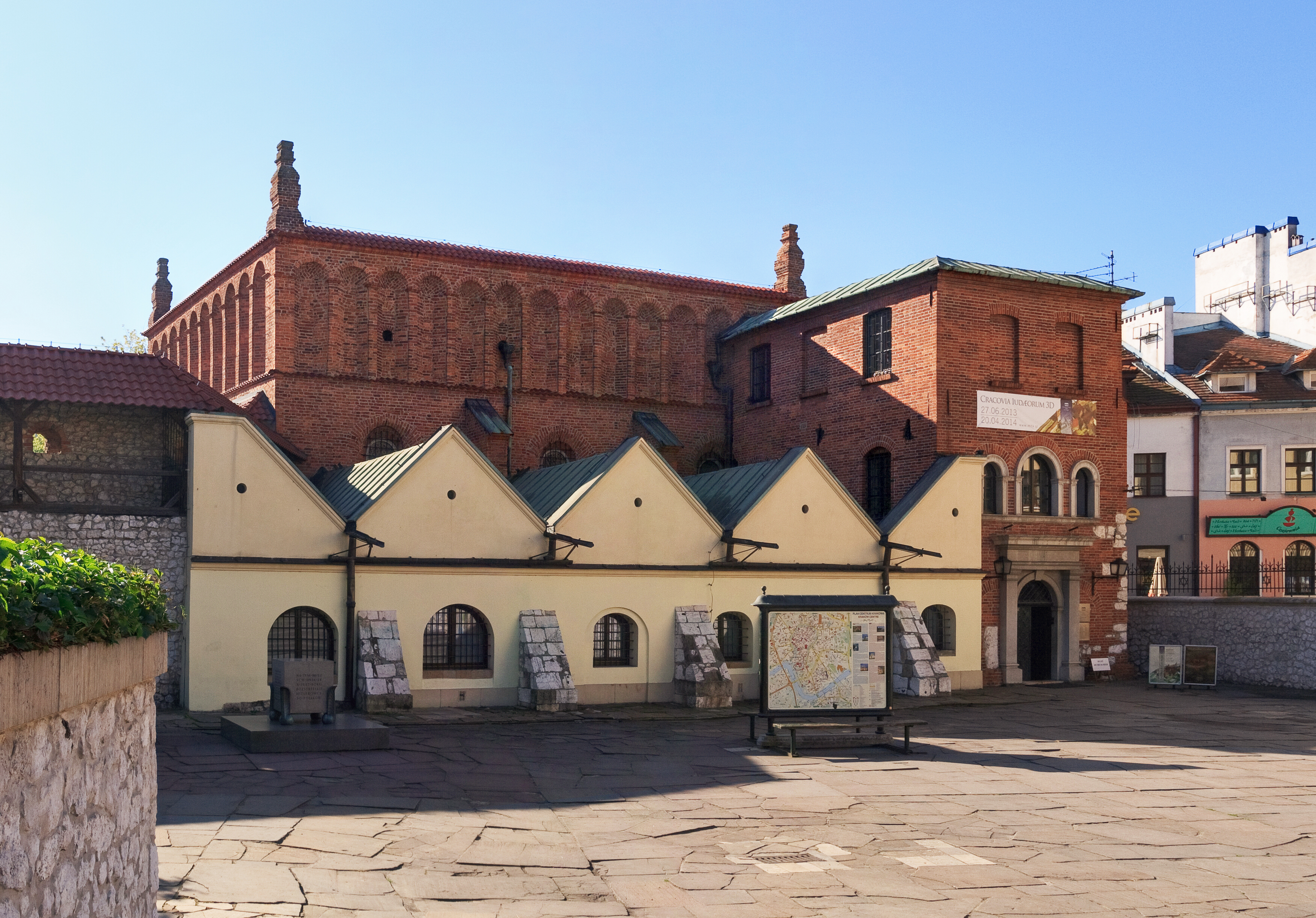
La Vecchia Sinagoga

Particolare interesse suscita la Chiesa di San Casimiro Principe (Kościół św. Kazimierza Królewicza), sempre nella Città Vecchia, sia per l'adiacente monastero francescano barocco, sia soprattutto per la cripta con relative catacombe: questa parte della Chiesa contiene alcuni dei luoghi più segreti ed affascinanti della città, come l'area delle mummie, circa mille, conservate nella cripta ed esposte ogni 1º novembre ai visitatori. La Chiesa della Madre di Dio nel moderno quartiere ex comunista di Nowa Huta è invece il contributo religioso della città alle architetture moderne.
Nel quartiere ebraico di Kazimierz ci sono oltre alle chiese cristiane, numerose sinagoghe, tra le quali spicca senz'altro la Sinagoga Tempel in stile neo-moresco costruita nel 1860 e danneggiata durante la seconda guerra mondiale e per importanza di culto la Vecchia Sinagoga, ad oggi attive.

### Architetture civili

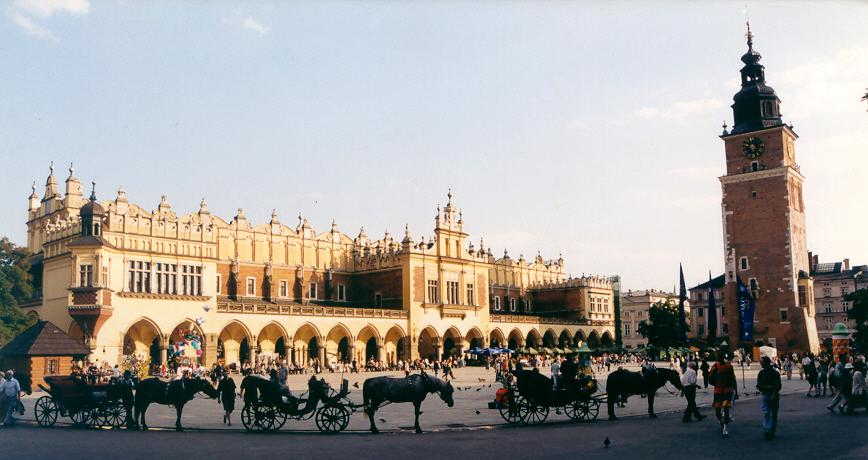
Sukiennice e Torre del Municipio

È impossibile non iniziare una trattazione degli edifici civili della città non partendo dalla Piazza del Mercato, centro nevralgico di Cracovia. Il palazzo di spicco di questa piazza è il Sukiennice, il mercato dei tessuti di epoca rinascimentale (XV secolo) dove in passato si intrecciavano le trame mercantili internazionali che giungevano in Polonia: i mercanti qui si incontravano, discutevano di affari e barattavano o contrattavano merci. La struttura ha ospitato personalità importanti per secoli.
Altro edificio della piazza di particolare prominenza è la Torre del Municipio (Wieża ratuszowa), unica parte rimasta dell'antico Municipio demolito nel 1820 e che conteneva, tra le varie stanze, delle camere di tortura medievali. La torre, alta 70 metri, fu costruita nel XIII secolo in mattonatura ed in stile gotico ma ha subito numerosi incidenti. Il tetto, ricostruito nel 1686, rimase danneggiato da un incendio causato dall'illuminazione, mentre una tempesta di vento fece inclinare di circa 55 centimetri l'intera torre nel 1703.
Nella piazza praticamente ogni casa circostante è di interesse architettonico, essendo tutte kamienica, case in mattoni del XV secolo.
Altri sono i palazzi interessanti oltre il centro storico e la Piazza del Mercato, in particolare a Kazimierz, dove spicca il Municipio del quartiere. Meno apprezzabile esteticamente, ma di sicuro interesse culturale è la fabbrica Schindler. Da ricordare anche il Palazzo della Fenice.

### Architetture militari
Tra le architetture militari della città di particolare importanza sono il Castello del Wawel (Zamek wawelski), nella tradizionale collina della città, utilizzato come residenza reale dai sovrani di Polonia, quando Cracovia era capitale, dal 1038 al 1596 e luogo di incoronazione degli stessi. Costruito in stile gotico da Casimiro III fu fortificato nel XVI secolo con le attuali mura e torri ancora oggi visibili. Sotto il castello è presente una grotta, dove sarebbe vissuto il leggendario drago sconfitto dalla popolazione in epoche antiche con un espediente, drago immortalato in una statua sulla rive della Vistola proprio sotto il complesso di Wawel.
Delle antiche mura cittadine poco è rimasto, oltre all'interessante Barbacane vicino alla Porta di San Floriano. Basato curiosamente più sulle strutture difensive arabe che europee, questa struttura fu aggiunta alle mura difensive nel 1498 assieme alla fortificazione circolare. Era un passaggio obbligato per entrare in città una volta passata la porta antecedente e conduceva direttamente alla Strada Reale che percorre tutt'oggi il centro cittadino antico. Il cortile interno ha un diametro di 24,4 metri e sette torrette, mentre i muri circostanti, spesse tre metri, dispongono di 130 feritoie.

## Società

### Evoluzione demografica
| Indicatori demografici          | Anni                     | Cracovia                      |
| ------------------------------- | ------------------------ | ----------------------------- |
| Popolazione in migliaia         | 1970 1978 1988 1995 2002 | 588,0 693,6 746,6 732,9 758,5 |
| Densità persone/km²             | 1970 1978 1988 1995 2002 | 2,556 2,156 2,285 2,243 2,320 |
| Numero di donne ogni 100 uomini | 1970 1978 1988 1995 2002 | 110 112 113                   |
| Crescita demografica per 1 000  | 1998 1999 2000 2001      | -1,3 -1,7 -1,5                |

Cracovia aveva una popolazione accertata di 754 854 abitanti nel 2009 In base ai dati del 2006, essi costituiscono circa il 2% della popolazione polacca ed il 23% di quella del voivodato della Piccola Polonia. Questi indicatori demografici fanno riferimento soltanto alla popolazione permanente e residente in città.

### Etnie e minoranze straniere
Nel censimento del 1931, il 78,1% dei Cracoviani dichiararono di parlare polacco come madre lingua, mentre yiddish ed ebraico si attestavano al 20,9%, l'ucraino al 0,4%, il tedesco allo 0,3%, ed il russo allo 0,1%. Le devastazioni della storia hanno ridotto la percentuale delle minoranze etniche che vivono a Cracovia in maniera significativa. Il dato ufficiale differisce molto da quello ufficioso, in particolare per quel che riguarda la presenza di rom. Ad oggi, secondo il censimento del 2002 tra quelli che hanno dichiarato la loro nazionalità (a prescindere da lingua o religione) nel vecchio voivodato di Cracovia, 1 572 erano slovacchi, seguiti dagli ucraini (472), ebrei (50) ed armeni (22). I rom, ufficialmente registrati come 1 678, si stima siano più di 5 000. Statistiche raccolte dal Ministero dell'Educazione polacco rivelano che tuttavia soltanto l'1% degli adulti ufficialmente reclama lo status di minoranza, così come solo il 3% degli studenti partecipa ai programmi designati per le minoranze etniche.

## Cultura

### Università e accademie
Cracovia è il centro principale per la formazione delle nuove classi dirigenti polacche. Ad oggi si contano 12 istituzioni di formazione universitaria, con circa 10 000 corsi e 150 000 studenti. Tra queste si segnalano l'Università Jagellonica, la più antica università polacca, fondata nel 1364, che conta quasi 48 000 studenti, l'AGH - Akademia Górniczo-Hutnicza, dedicata alle discipline tecnologiche, come la metallurgia e l'estrazione mineraria e l'Università di economia.
L'Accademia polacca della cultura di Cracovia è stata fondata nel 1875.

### Biblioteche
La Biblioteca Jagellonica è storicamente legata all'università cittadina.

### Musei

Dama con l'ermellino, Leonardo da Vinci, conservata nel Czartoryski Museum, a Cracovia

A Cracovia hanno sede 28 tra musei e gallerie d'arte, come il Museo nazionale di Cracovia (con una decina di sedi espositive), il Museo Czartoryski (Muzeum Czartoryskich), il Museo dell'aviazione polacca (Muzeum Lotnictwa Polskiego), il Museo sotterraneo, il Manggha (Museo di arte e tecnologia giapponese).
Nelle vicinanze le zone di interesse comprendono la miniera di sale a Wieliczka, i Monti Tatra, la città storica di Częstochowa, il campo di concentramento nazista di Auschwitz e il Parco nazionale di Ojcow.

### Teatri e musica
- Il Vecchio teatro (Stary Teatr)
- Il Teatro Juliusz Słowacki
- L'Opera di Cracovia
- L'Operetta di Cracovia

La principale orchestra sinfonica della città è l'Orchestra Filarmonica di Cracovia.

### Eventi
Cracovia ospita numerosi eventi artistici ogni anno, alcuni di risonanza internazionale, come il Festival dei Cortometraggi, la Biennale della Grafica, e il Festival della Cultura Ebraica. Vi sono inoltre numerosi teatri, tra cui:

### Artisti legati a Cracovia
Famosi artisti contemporanei vivono o hanno vissuto a Cracovia, tra i quali vi sono:
- Andrzej Wajda
- Nigel Kennedy
- Sławomir Mrożek
- Krzysztof Penderecki
- Zbigniew Preisner

## Quartieri storici
Le zone più antiche di Cracovia, unite alla fine del XVIII secolo sono:
- La città vecchia (Stare Miasto) - la zona all'interno delle mura della città, ora circondate da un parco noto come Planty. Dal 1978 questo quartiere è un patrimonio dell'umanità dell'UNESCO
- Wawel - la collina di roccia dolomitica a Sud della città vecchia, sede del castello reale e della cattedrale
- Stradom e Kazimierz - a sud del Wawel; un tempo suddiviso in due quartieri, uno cristiano ed uno ebraico
- Kleparz - a nord della città vecchia

Le zone aggiunte nel diciannovesimo e ventesimo secolo includono:
- Podgórze - costruito lungo la Vistola dagli austriaci nel XIX secolo
- Nowa Huta - costruito ad Est di Cracovia dal regime comunista dopo la seconda guerra mondiale, sede di un enorme complesso industriale.

## Amministrazione

### Distretti amministrativi
- I Stare Miasto (città vecchia),
- II Grzegórzki,
- III Prądnik Czerwony,
- IV Prądnik Biały,
- V Krowodrza,
- VI Bronowice,
- VII Zwierzyniec,
- VIII Dębniki,
- IX Łagiewniki-Borek Fałęcki,
- X Swoszowice,
- XI Wola duchacka,
- XII Bieżanów-Prokocim,
- XIII Podgórze,
- XIV Czyżyny,
- XV Mistrzejowice,
- XVI Bieńczyce,
- XVII Wzgórza Krzesławickie,
- XVIII Nowa Huta

### Gemellaggi
Cracovia è gemellata con le seguenti città:
- Napoli, dal 2009
- Kiev, dal 1976
- Norimberga, dal 1979
- Lovanio, dal 1991
- Milano, dal 2003

### Città gemellate d'onore
- Roma, dal 1988
- Curitiba, dal 1993
- La Serena, dal 1995

### Città compagno
- Francoforte sul Meno, dal 1991
- Bordeaux, dal 1993 (Accordo di cooperazione)
- Bratislava, dal 2002[30]
- Budapest, dal 2005
- Cusco, dal 1989
- Edimburgo, dal 1999
- Fès, dal 1986
- Firenze, dal 1985
- Göteborg, dal 1988
- Innsbruck, dal 1998
- Lipsia, dal 1973 - rinnovato nel 1995
- Leopoli, dal 1995
- Orléans, dal 1992
- Pécs, dal 1987
- Rochester, dal 1973
- Groznyj, dal 1997
- San Pietroburgo, dal 1997
- Siviglia, dal 2002
- Soletta, dal 1990
- Vilnius, dal 1991
- Zagabria, dal 1975

### Città "lavoro insieme"
- Gerusalemme, dal 1996
- Mosca, dal 1997
- Quito, dal 2003
- Strasburgo, dal 1996
- Vienna
- Veliko Tărnovo, dal 2006

## Infrastrutture e trasporti

### Aeroporti
La città è servita dall'Aeroporto di Cracovia Giovanni Paolo II (IATA: KRK, ICAO: EPKK) che è situato a 11 km ad ovest di Cracovia.

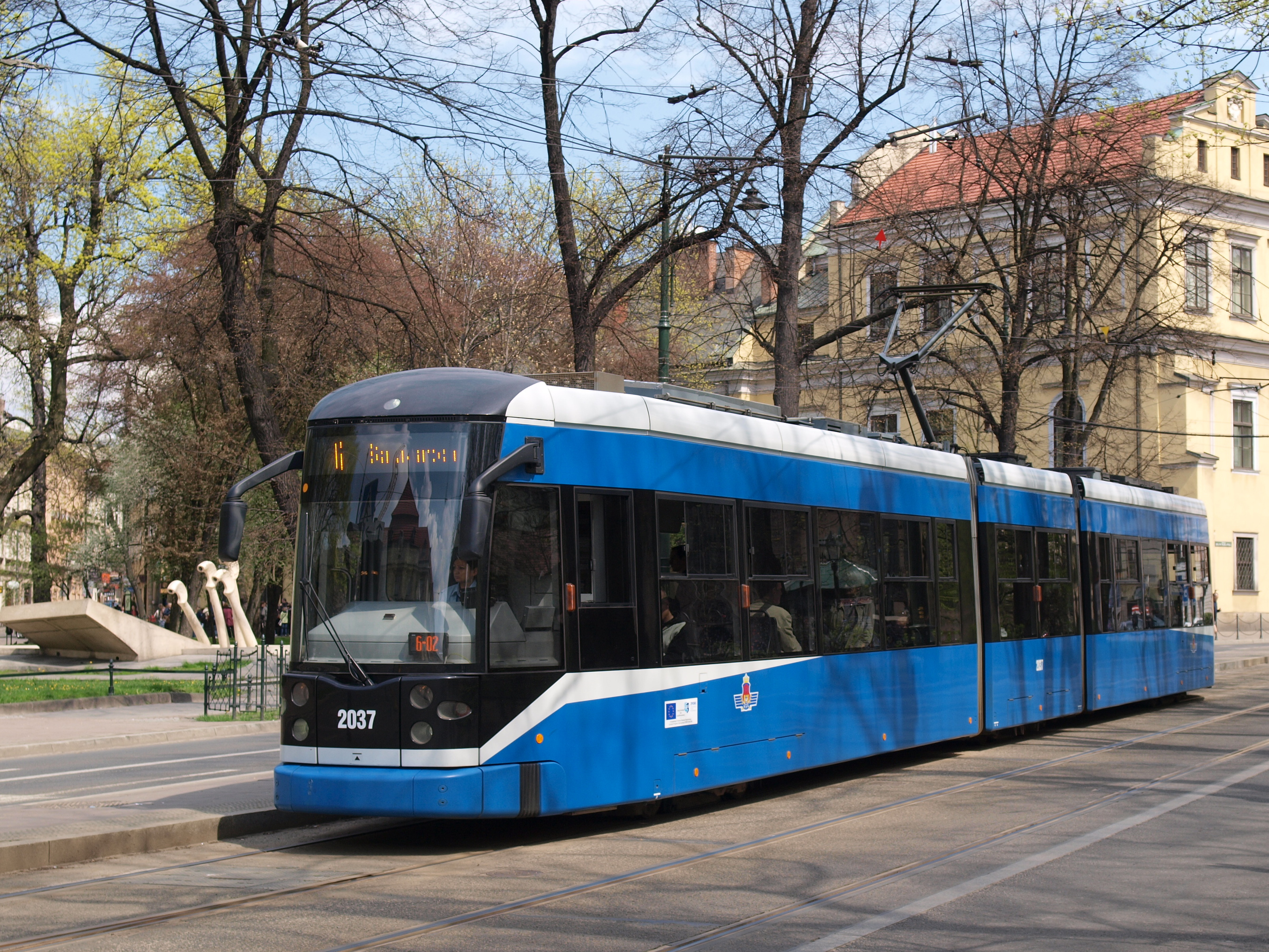
Un tram nel centro della città

### Trasporti urbani
La città è servita dalla Rete tranviaria di Cracovia lunga 85 km ed aperta nel 1882.

## Sport
Ci sono due circoli sportivi importanti: il KS Cracovia (il club più antico della Polonia, fondato nel 1906) e il Wisła Kraków. Le due squadre sono tra le più importanti della Polonia: il KS Cracovia è stato campione di Polonia nell'hockey su ghiaccio (2006), e il Wisla è stato il vicecampione nel calcio (2006). Le due squadre si odiano da quasi sempre, infatti, si conducono una "Guerra santa".
È inoltre la città natale dell'atleta Aleksander Walerianczyk.
Cracovia è la città natale del pilota di Formula 1 Robert Kubica in forza alla BMW Sauber, Renault e Williams.
Nel 2014 è stato inaugurato il nuovo palazzetto dello sport, la Kraków Arena.

## Galleria d'immagini

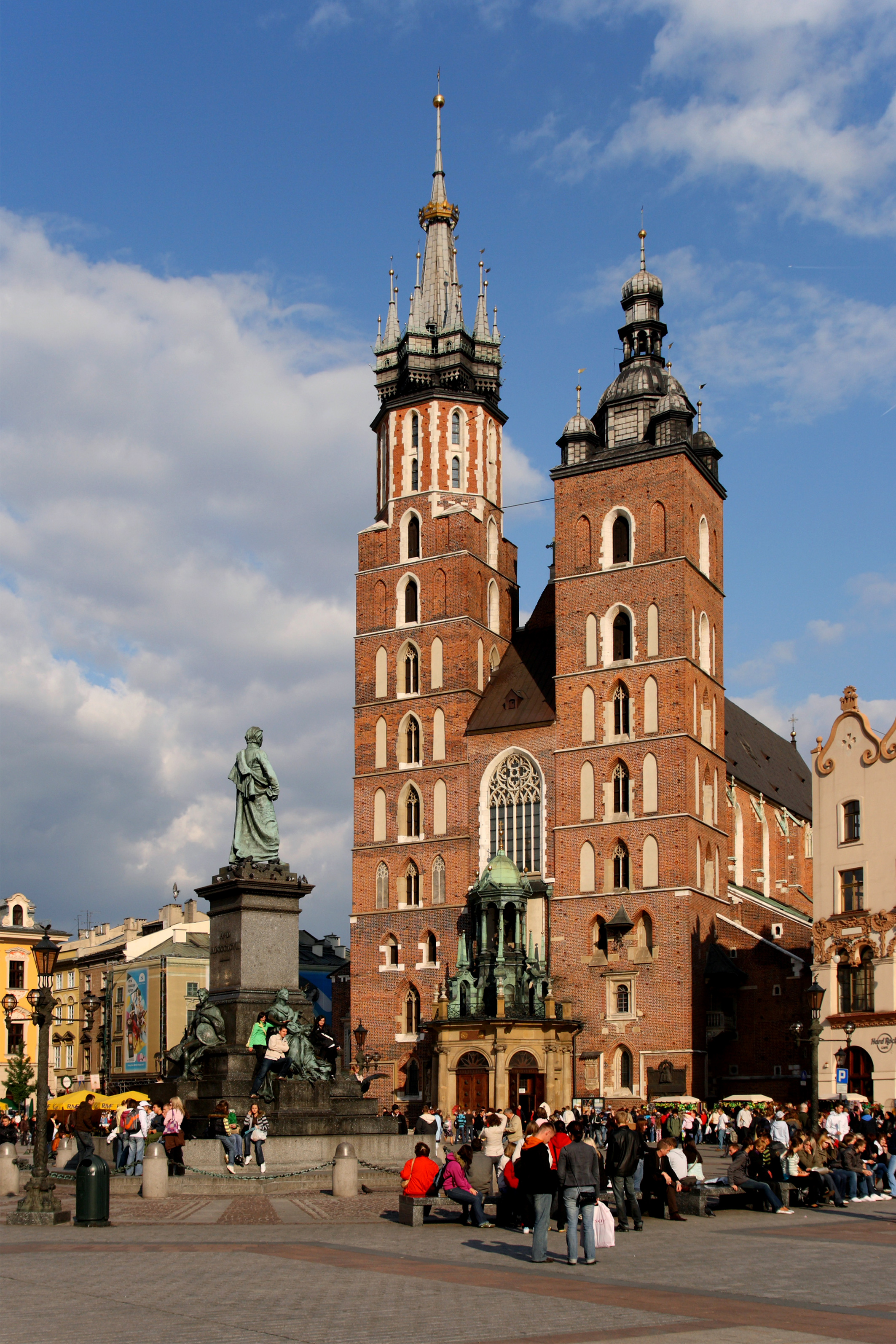
Basilica di Santa Maria
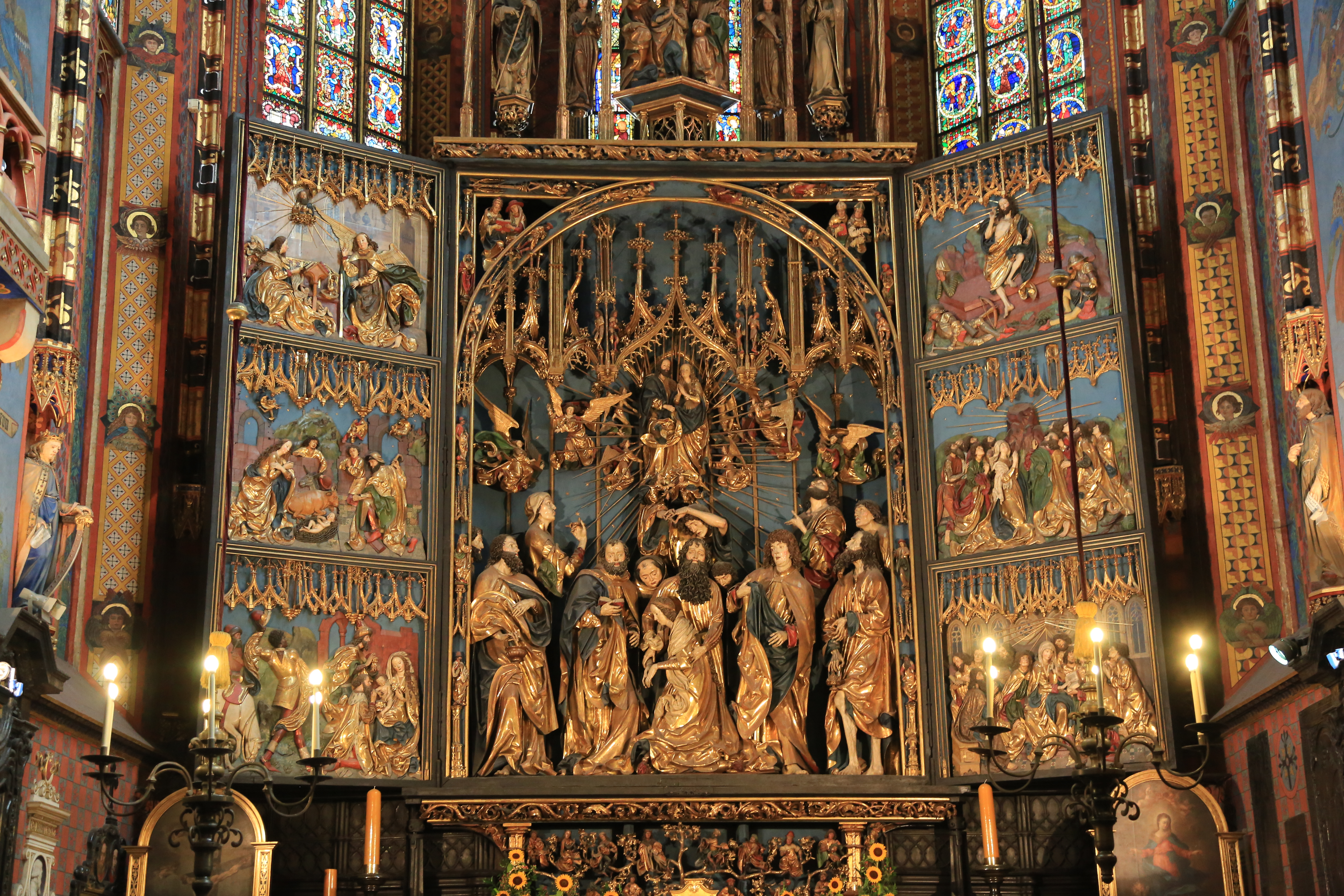
Altare di Veit Stoss
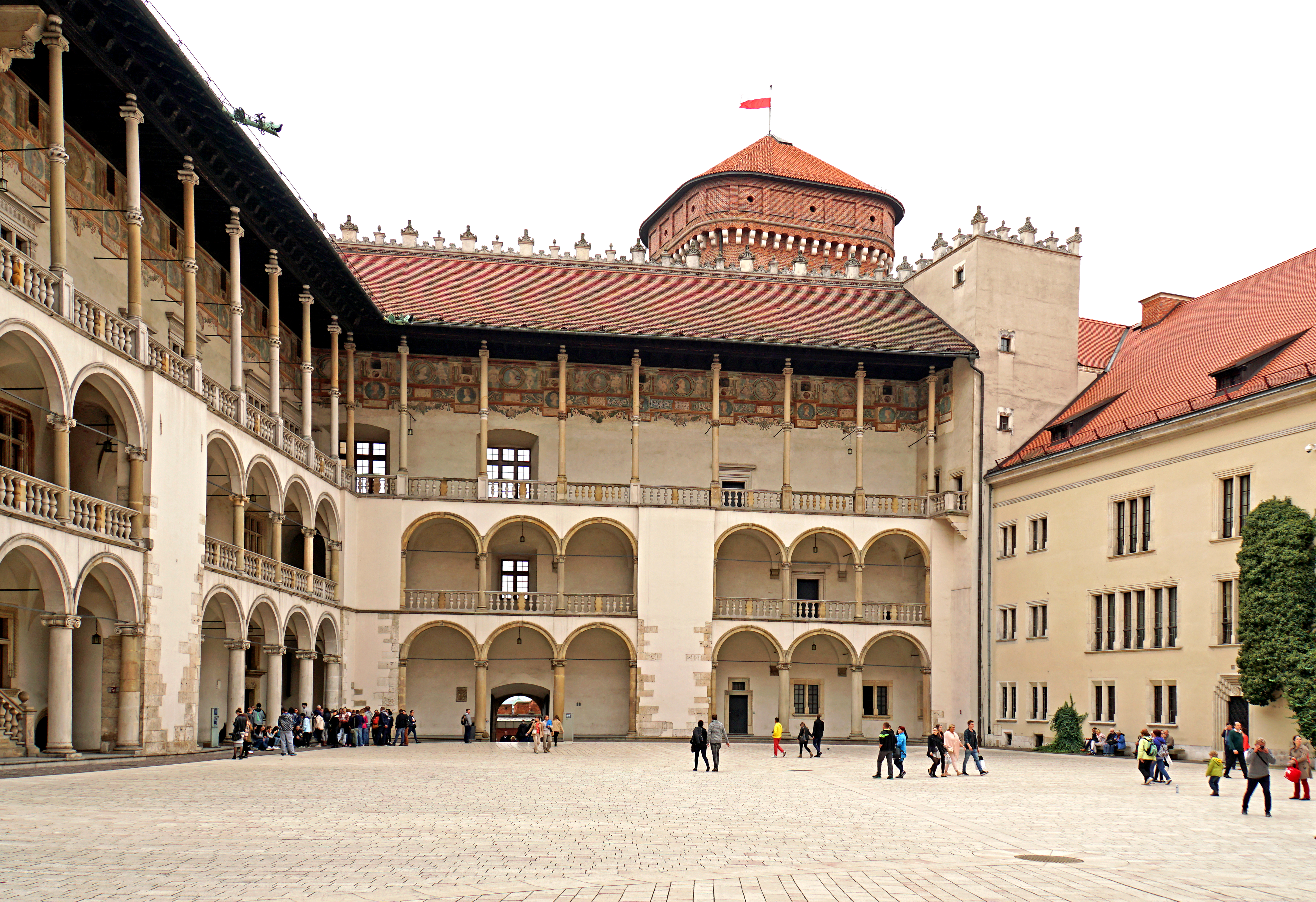
Il cortile del castello di Wawel
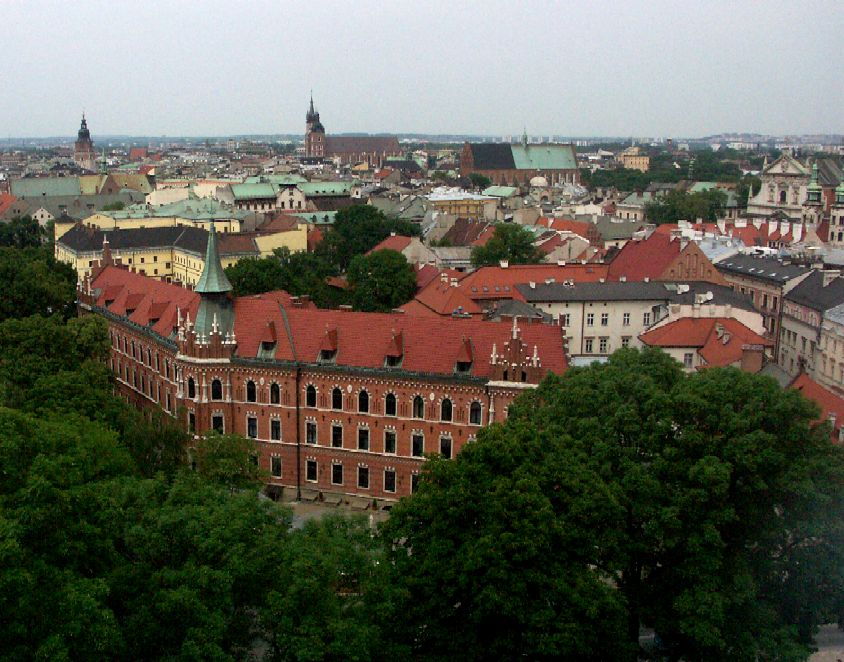
Veduta sulla città vecchia
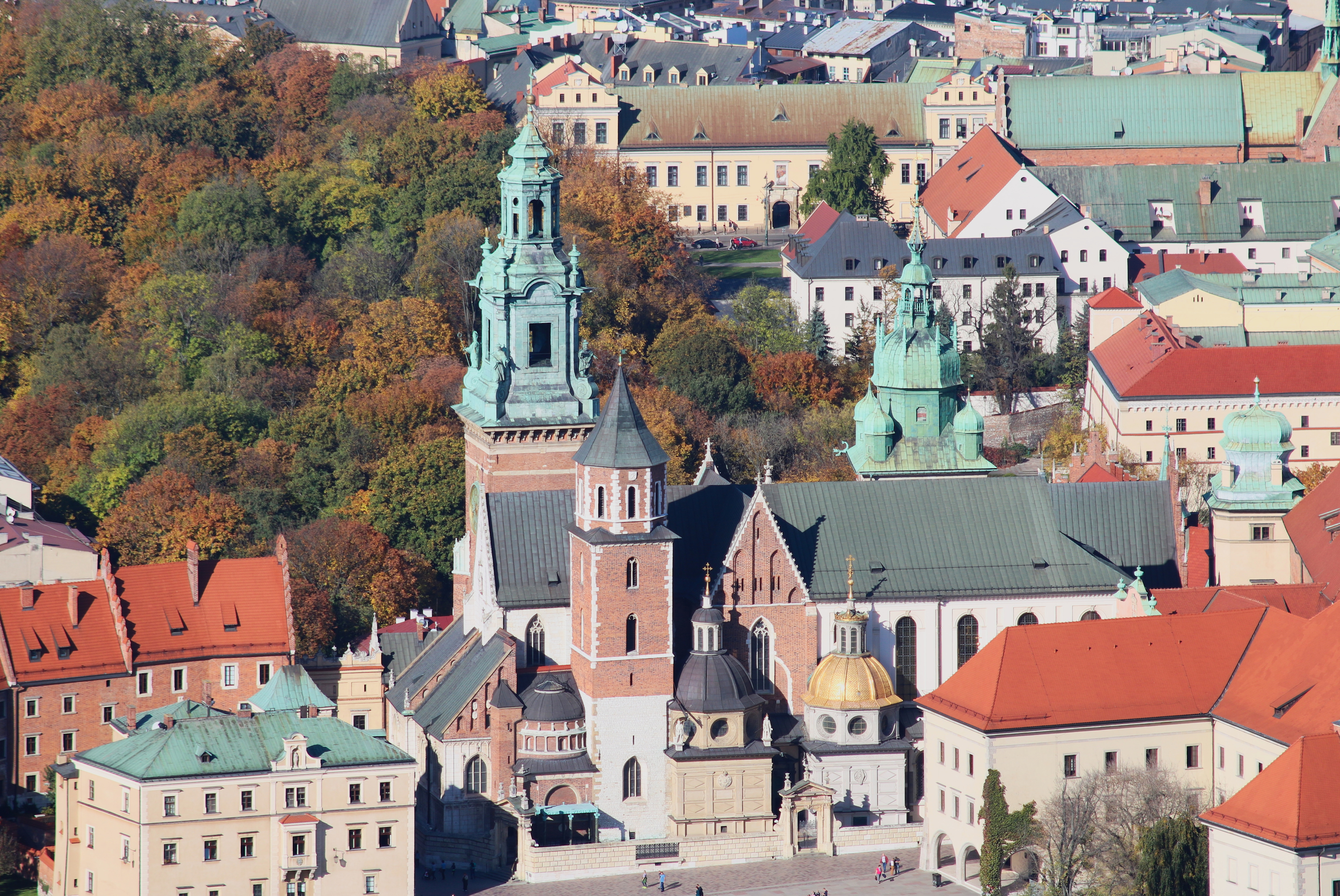
Cattedrale del Wawel
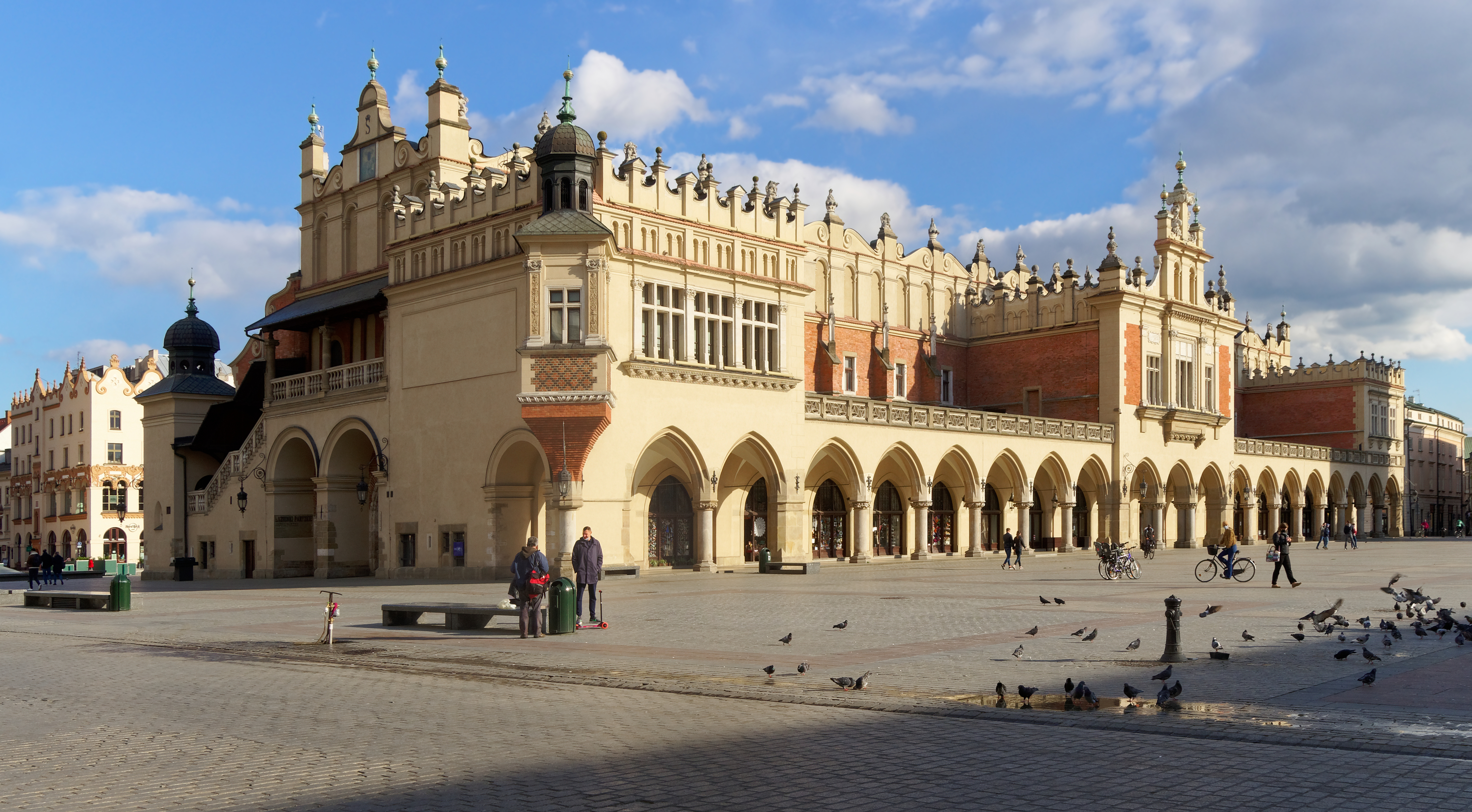
Il Sukiennice
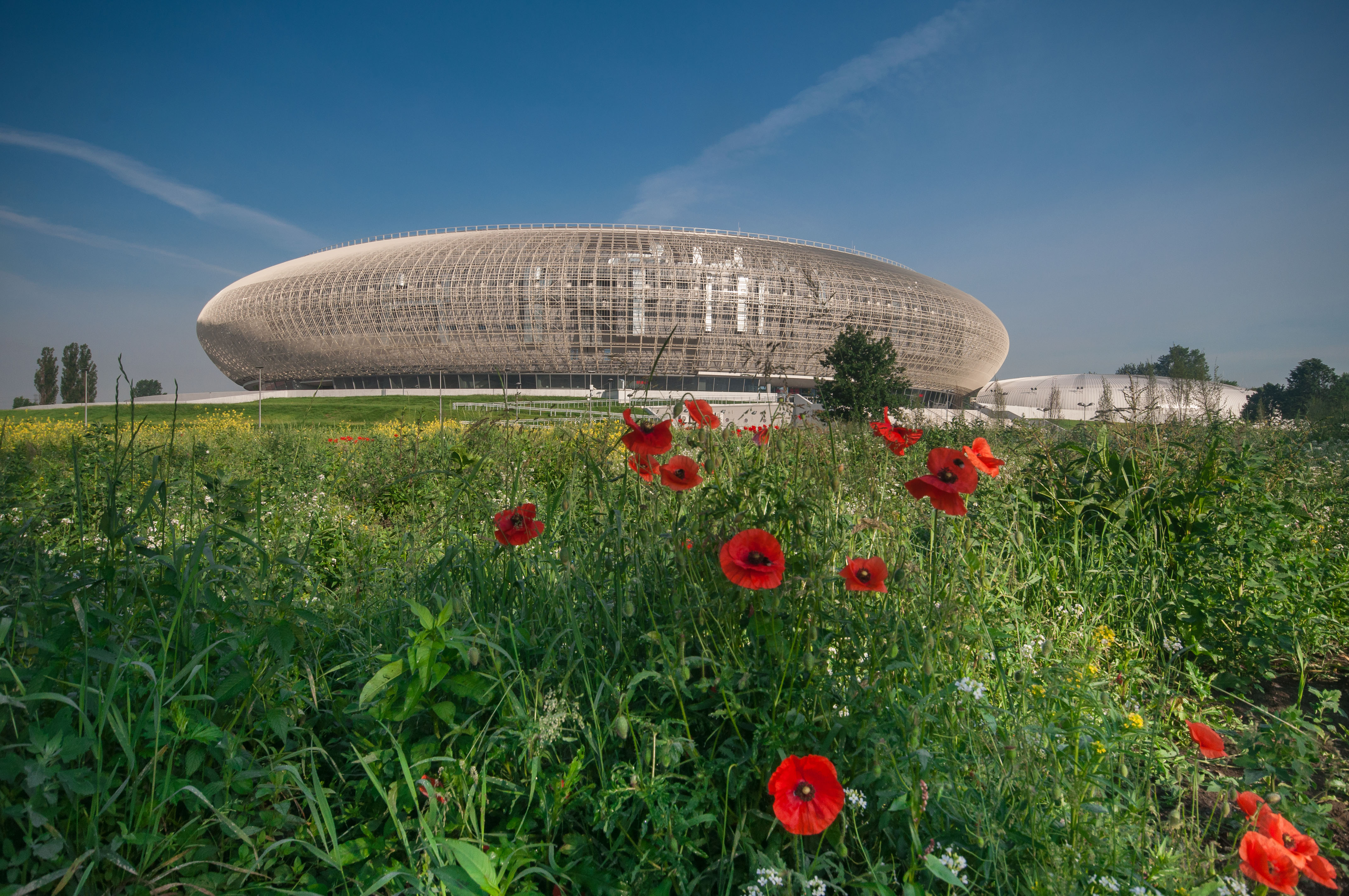
Kraków Arena
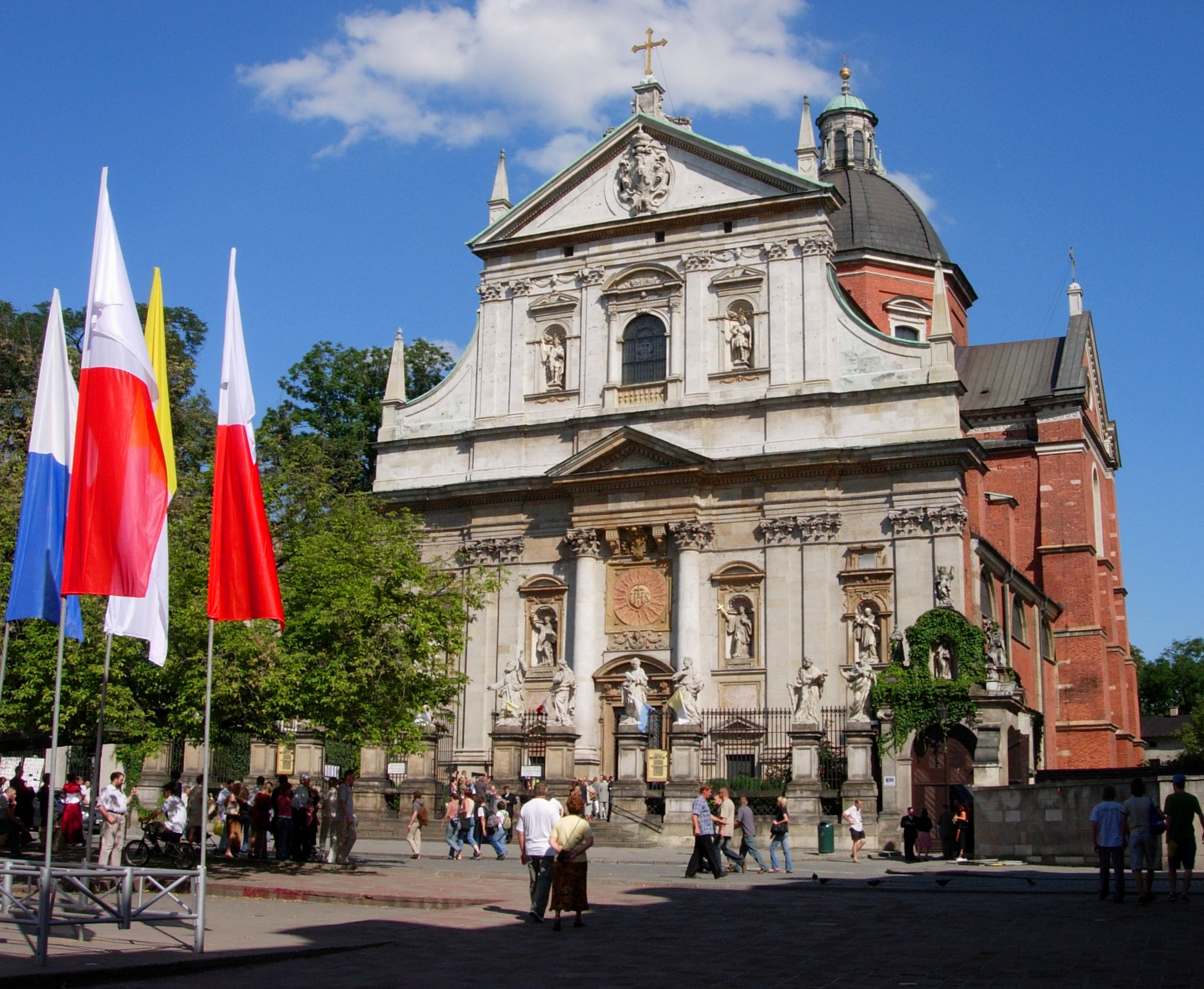
Cracovia
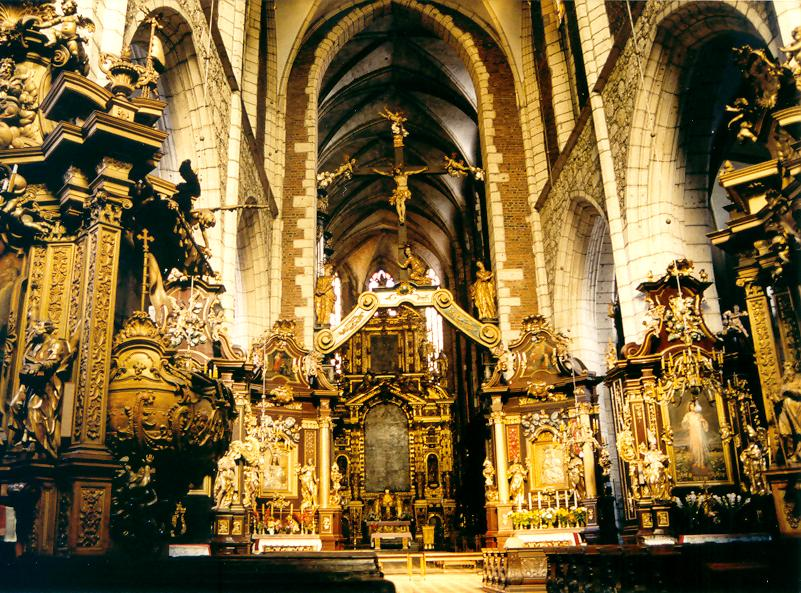
Basilica del Corpus Domini
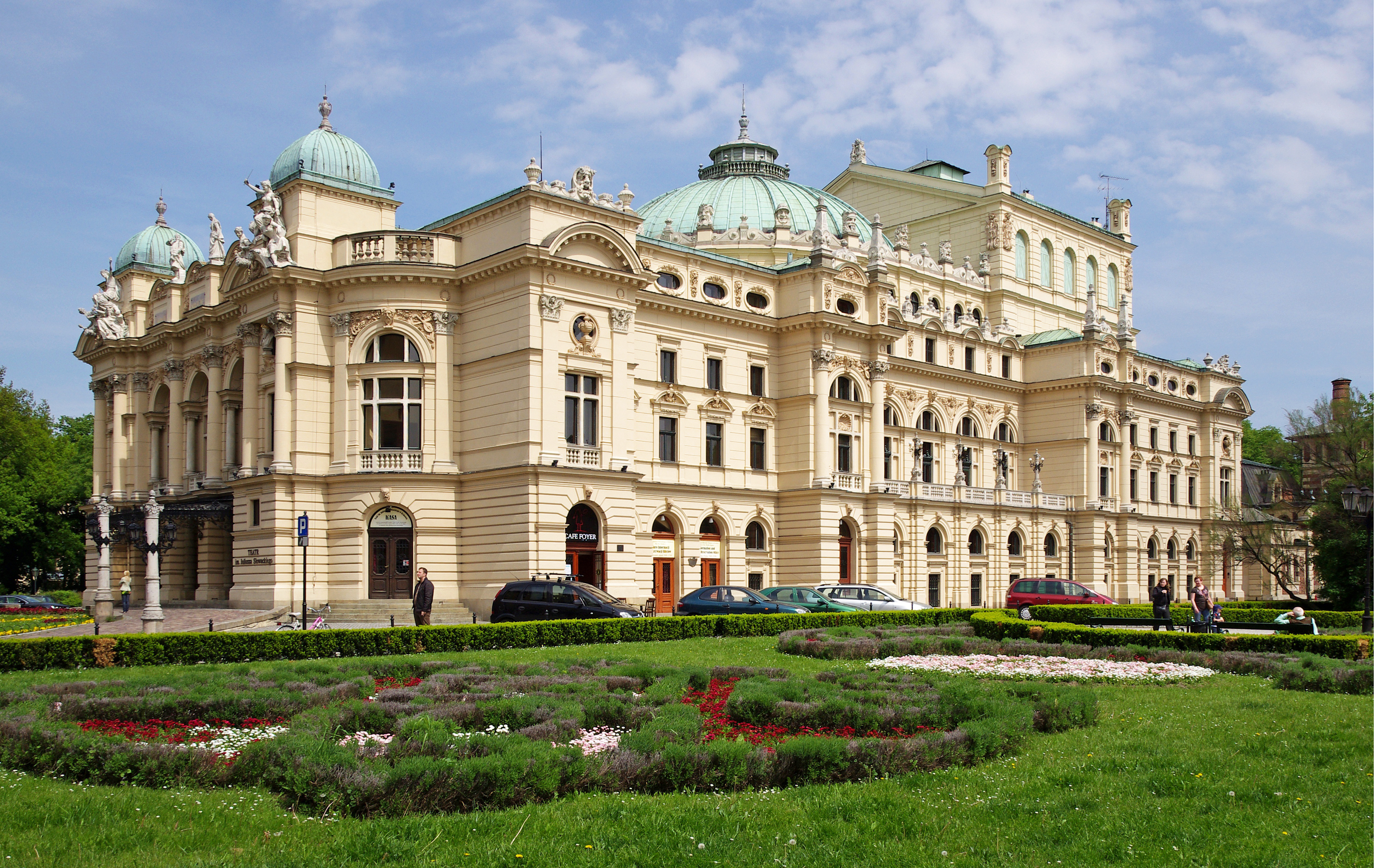
Teatro Słowacki
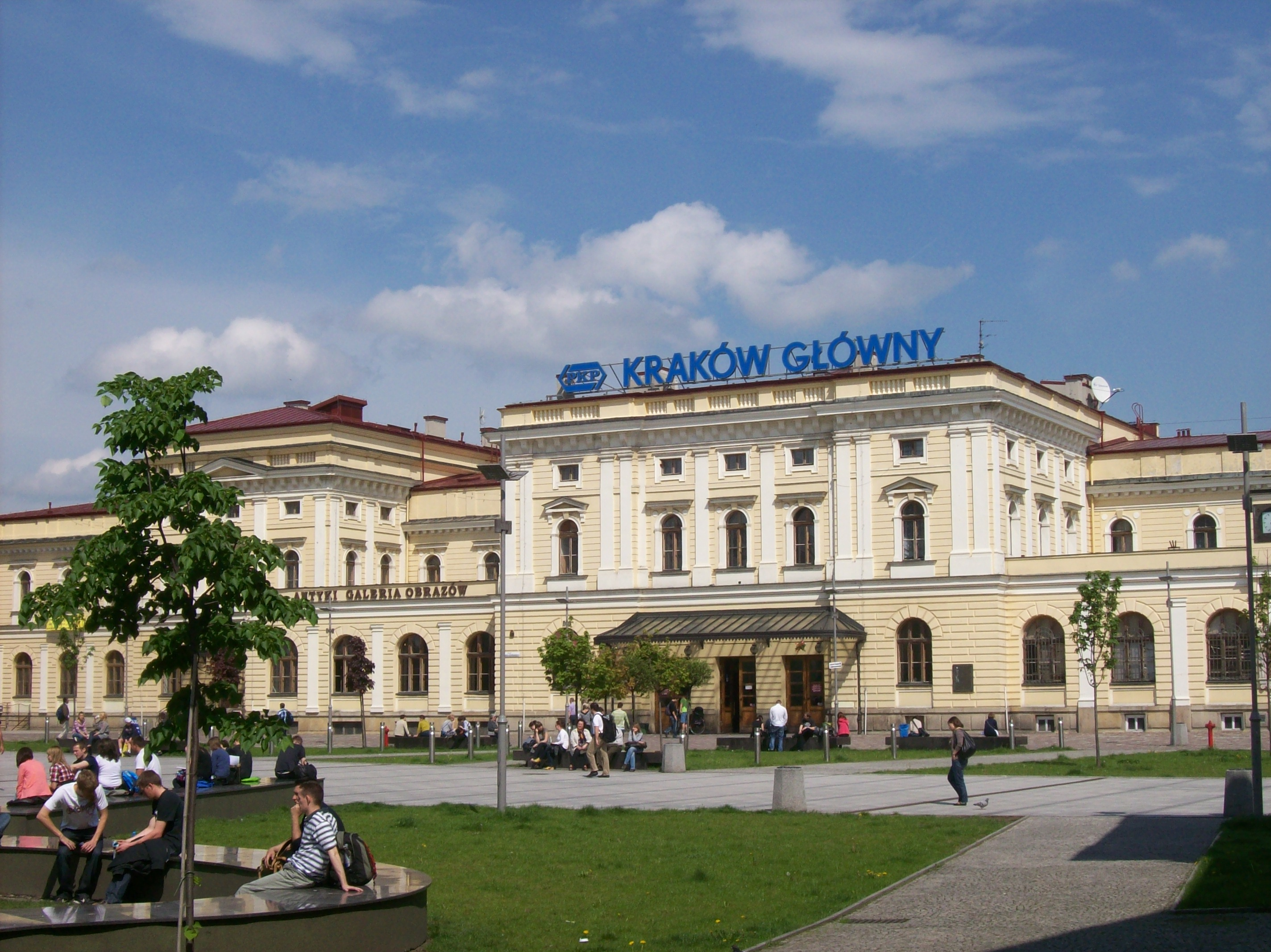
Stazione centrale
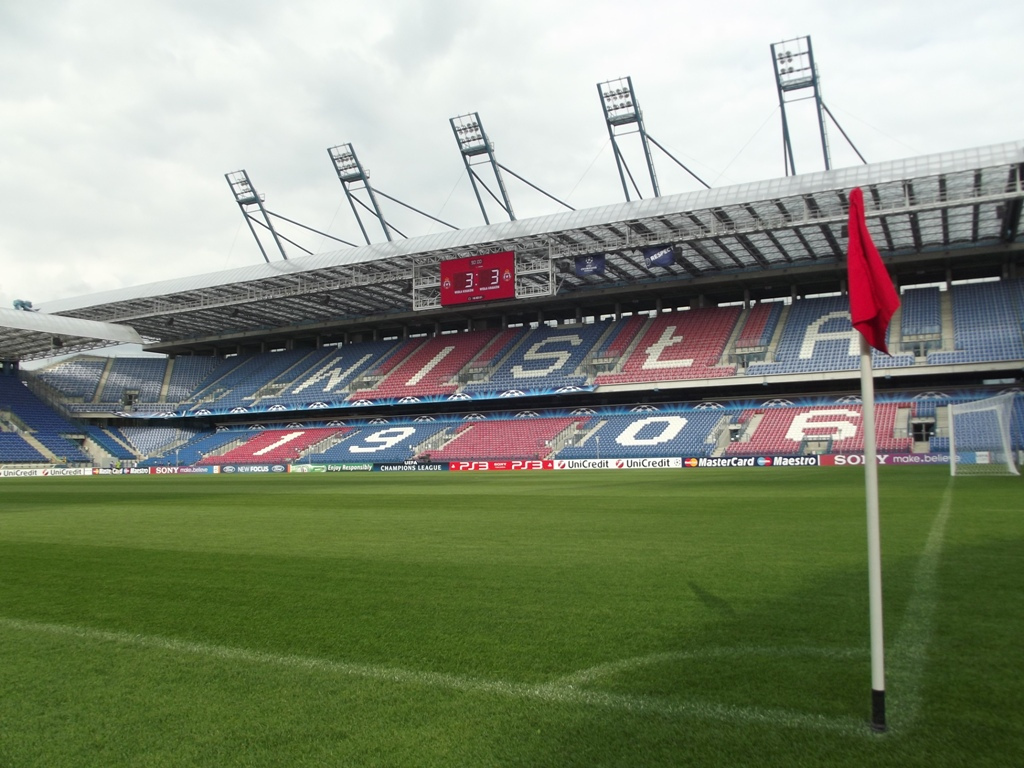
Stadio municipale
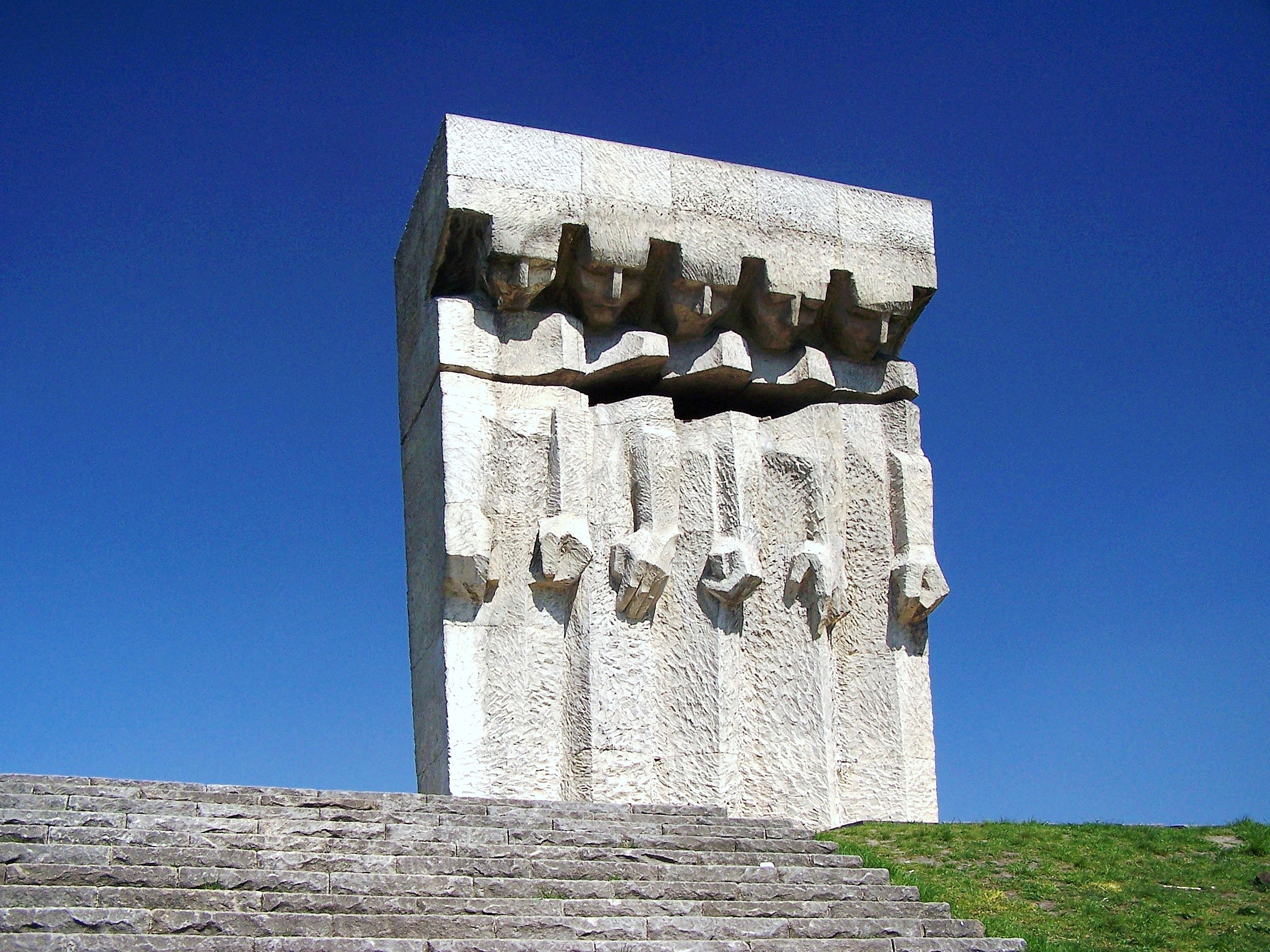
Monumento dei cuori strappati
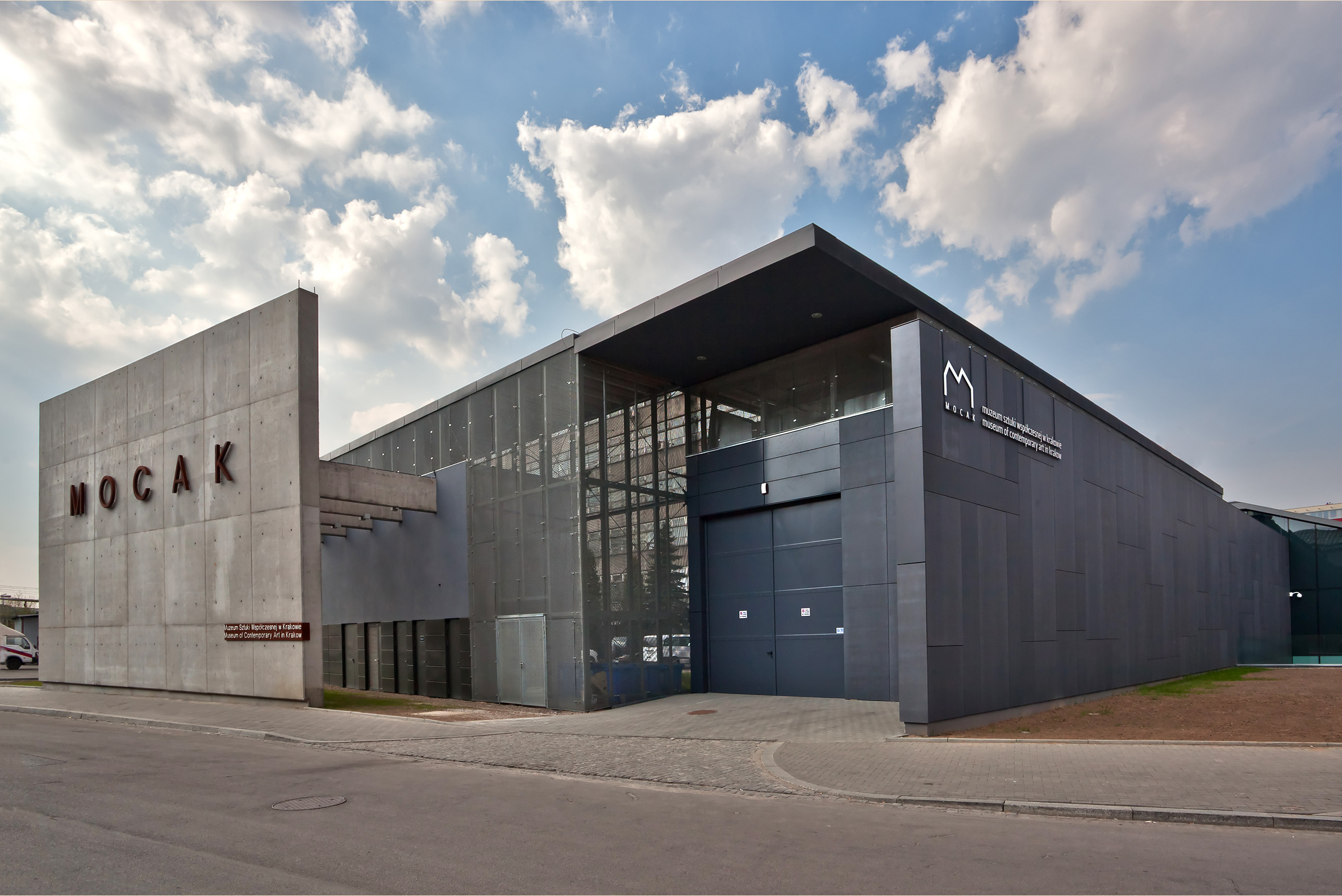
MOCAK Museum of Contemporary Art